# صابرينا دراوي
صابرينا دراوي (24 نوفمبر 1977، هي مخرجة أفلام جزائرية. بعد أن درست في الكيمياء، اختارت مهنة صناعة الأفلام، والتصوير وصناعة الفيديو وكتابة السيناريوهات.

## حياتها
درست الكيمياء في البداية، ثم بدأت في دراسة الرسومات الحاسوبية والتصوير الفوتوغرافي، وهي مصورة وصانعة فيديو وكاتبة سيناريو. قدمت صابرينا دراوي أول فيلم قصير لها في عام 2008 وشاركت في مهرجان أبولو السينمائي. تم اختيار فيلمها القصير «قوليلي» في مهرجان قرطاج السينمائي ومهرجان الأردن للأفلام القصيرة في عمّان بالأردن، وكذلك في مهرجان داكار السينمائي الدولي الأول في السنغال. فازت صابرينا بالجائزة الكبرى للفيلم عن فيلمها القصير «قوليلي»، بالإضافة إلى «جائزة لجنة التحكيم» و«جائزة الليسية» في النسخة العاشرة من مهرجان بلين سود. وفازت بالجائزة الوطنية للتصوير الفوتوغرافي، في المكتبة الوطنية في الجزائر في عام 2004 وفازت بجائزة الأورو المتوسطي في مسابقة التصوير «روغارد كخوازي» للاتحاد الأوروبي، في بروكسل في عام 2006.

## فيلموغرافيا
- 2016: الوثائقي «هادا ماكان»، وفازت عنه بجائزة أفضل سيناريو وثائقي في «أيام الجزائر السينمائية» سنة 2016.[5][6][7]
- 2013: «50 سنة، 50 فتاة»[2]
- 2013: «ألبرت كامو وأنا»[2]
- 2009: «شروق الشمس»[2]
- 2009: «المفتش لوب»[2]
- 2008: «قوليلي»[8]

### التصوير
- معارض جماعية بالجزائر، الرباط، روما، الإسكندرية عام 2007.[2]
- معرض في فاس عام 2008.[2]